# Richard Calini

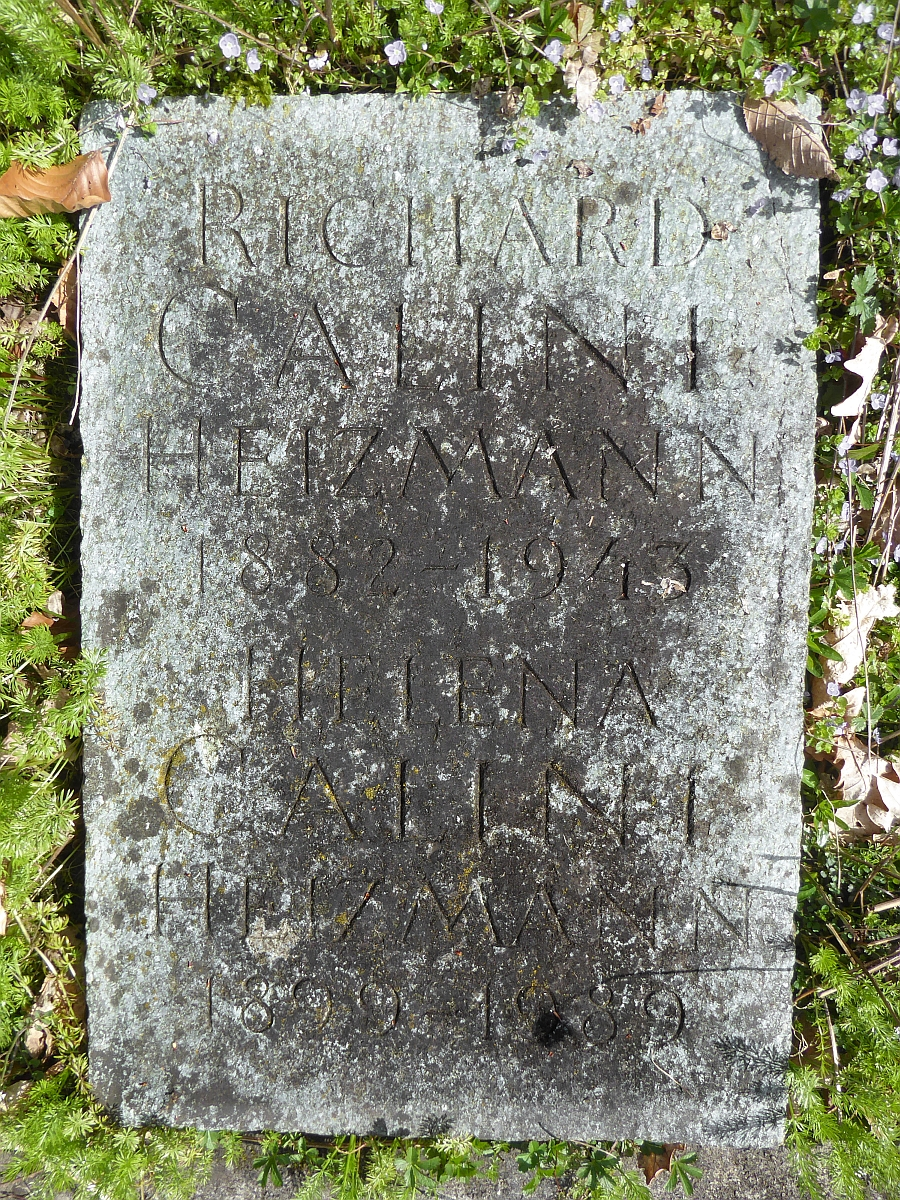
Grab auf dem Friedhof am Hörnli, Riehen, Basel-Stadt

Richard Calini (* 9. Februar 1882 in Zürich; † 19. April 1943 in Basel) war ein Schweizer Architekt und Politiker. 
Calini wuchs als Sohn eines italienischen Maurerpoliers und einer Schweizerin in Zürich auf. Er studierte Architektur am Technikum Winterthur und der Technischen Hochschule Karlsruhe. Zunächst arbeitete er bei Pfleghard und Haefeli in Zürich, ab 1909 in Basel, wo er in die Architekturfirma von Widmer und Erlacher eintrat. Sein Büro Widmer, Erlacher, Calini baute in Basel einige repräsentative Gebäude wie den Neubau der Mustermesse und das Radiostudio.
Er war Mitglied der Freisinnig-Demokratischen Partei und gehörte 1920–1923, 1929–1935 und 1938–1941 dem Basler Grossen Rat an. 1923–1925 gehörte er dem Basler Regierungsrat an und leitete das Baudepartement.